# Ciclismo nos Jogos Olímpicos de Verão de 2020 - BMX estilo livre feminino
A prova do BMX estilo livre feminino do ciclismo nos Jogos Olímpicos de Verão de 2020 ocorreu nos dias 31 de julho e 1 de agosto de 2021 no Parque Urbano de Esportes de Ariake, em Tóquio. Um total de 9 ciclistas de 8 Comitês Olímpicos Nacionais (CON) participaram do evento.

## Qualificação
Cada Comitê Olímpico Nacional (CON) poderia inscrever até duas ciclistas qualificados no BMX estilo livre. As vagas foram atribuídas ao CON, que seleciona as ciclistas. Haviam 9 vagas disponíveis, alocadas da seguinte forma:
- Ranking de nações da UCI (6 vagas): O principal CON ganhou duas vagas. Os CONs classificados do 2º ao 5º lugar ganharam uma vaga cada;
- Campeonato Mundial de 2019 (2 vagas): Os dois primeiros CONs na competição, que ainda não tinham nenhuma vaga, ganharam uma cada um;
- País sede (1 vaga): O Japão teve uma vaga garantida.

## Formato
A competição consistiu de duas fases, sendo uma de ranqueamento e a final. Em cada rodada as ciclistas realizaram duas descidas com no máximo 60 segundos de duração. Cinco juízes dão notas entre 0,00 e 99,99 com base na dificuldade e execução da prova; as pontuações são calculadas em média para uma pontuação total de execução. Na rodada de ranqueamento, as duas pontuações são calculadas para determinar a ordem de início das ciclistas na final, das piores para as melhores, proporcionando uma vantagem de conhecimento da pista para as ciclistas posteriores. Na final, apenas a melhor pontuação das duas descidas é considerada.

## Calendário
Horário local (UTC+9)
| Dia         | Horário | Fase         |
| ----------- | ------- | ------------ |
| 31 de julho | 10:10   | Ranqueamento |
| 1 de agosto | 11:20   | Final        |

## Medalhistas
| Ouro   | GBR Charlotte Worthington |
| Prata  | USA Hannah Roberts        |
| Bronze | SUI Nikita Ducarroz       |

## Resultados

### Ranqueamento
A fase de ranqueamento determina a ordem de início para a final. A ciclista com a pior média começa em primeiro lugar na final, e assim sucessivamente.
| Pos. | Ciclista               | CON                | Corrida 1 | Corrida 2 | Média |
| ---- | ---------------------- | ------------------ | --------- | --------- | ----- |
| 1    | Hannah Roberts         | USA Estados Unidos | 89.80     | 85.60     | 87.70 |
| 2    | Perris Benegas         | USA Estados Unidos | 84.80     | 88.20     | 86.50 |
| 3    | Nikita Ducarroz        | SUI Suíça          | 83.70     | 83.40     | 83.55 |
| 4    | Charlotte Worthington  | GBR Grã-Bretanha   | 81.80     | 81.20     | 81.50 |
| 5    | Natalya Diehm          | AUS Austrália      | 77.40     | 79.00     | 78.20 |
| 6    | Lara Lessmann          | GER Alemanha       | 66.00     | 73.40     | 69.70 |
| 7    | Macarena Pérez Grasset | CHI Chile          | 70.20     | 65.60     | 67.90 |
| 8    | Minato Oike            | JPN Japão          | 60.00     | 62.90     | 61.45 |
| 9    | Elizaveta Posadskikh   | ROC                | 51.80     | 50.80     | 51.30 |

### Final
A final foi disputada em 1 de agosto de 2021, às 11:20 locais.
| Pos.              | Ciclista               | CON                | Corrida 1 | Corrida 2 | Melhor |
| ----------------- | ---------------------- | ------------------ | --------- | --------- | ------ |
| Medalha de ouro   | Charlotte Worthington  | GBR Grã-Bretanha   | 38.60     | 97.50     | 97.50  |
| Medalha de prata  | Hannah Roberts         | USA Estados Unidos | 96.10     | 28.40     | 96.10  |
| Medalha de bronze | Nikita Ducarroz        | SUI Suíça          | 89.20     | 54.60     | 89.20  |
| 4                 | Perris Benegas         | USA Estados Unidos | 81.20     | 88.50     | 88.50  |
| 5                 | Natalya Diehm          | AUS Austrália      | 86.00     | 80.50     | 86.00  |
| 6                 | Lara Lessmann          | GER Alemanha       | 79.60     | 78.00     | 79.60  |
| 7                 | Minato Oike            | JPN Japão          | 13.40     | 75.40     | 75.40  |
| 8                 | Macarena Pérez Grasset | CHI Chile          | 24.40     | 73.80     | 73.80  |
| 9                 | Elizaveta Posadskikh   | ROC                | 63.00     | 10.20     | 63.00  |